# Basilica Porcia
La basilica Porcia fu la prima basilica civile costruita nell'antica Roma. Venne eretta per volere del censore Marco Porcio Catone nel 184 a.C. e assunse il suo nome. L'edificio si trovava nel Foro Romano.
Venne realizzata da Catone per amministrare la legge e come luogo di incontro per i commerci, nonostante una forte opposizione. Sorgeva a ovest della Curia, su un terreno comprato dallo stesso censore precedentemente occupato da negozi e case private. Molti processi vennero tenuti all'interno della basilica.
L'edificio andò distrutto durante il funerale di Publio Clodio Pulcro nel 52 a.C. insieme alla Curia. L'incendio, divampato davanti alla Curia (dove era stata posizionata la pira su cui doveva essere bruciato il corpo), si diffuse da questa agli edifici vicini, tra cui proprio la basilica Porcia. Le rovine dell'edificio vennero probabilmente abbattute lo stesso anno e non si procedette alla ricostruzione.